# Cuore napoletano
Cuore napoletano è un documentario del 2002, diretto da Paolo Santoni.
Questo film è riconosciuto come d'interesse culturale nazionale dalla Direzione generale Cinema e audiovisivo del Ministero per i beni e le attività culturali e per il turismo italiano, in base alla delibera ministeriale del 20 gennaio 2000.

## Riconoscimenti
- 2003 – Ischia Film Festival
  - Miglior documentario